# Bilingual Today, French Tomorrow
Bilingual Today, French Tomorrow: Trudeau’s Master Plan and How It Can Be Stopped (deutsch „Heute zwei-, morgen französischsprachig: Das Komplott Trudeaus und wie man es stoppen kann“) ist eine kontrovers diskutierte Publikation von 1977. Ihr Verfasser, Jock Andrew, kanadischer Marineoffizier a. D., führte darin an, die Politik der Zweisprachigkeit in Kanada von Premierminister Pierre Trudeau sei eine Verschwörung mit dem Ziel, Kanada in ein einsprachig frankophones Land zu transformieren, indem eine sprachliche Diskriminierung der Anglokanadier implementiert werde.
Das Buch hatte die Gründung der Alliance for the Preservation of English in Canada zur Folge.